# Paris-Nice 1984
Paris-Nice 1984 est la 42e édition de la course cycliste Paris-Nice. La course a lieu entre le 7 et le 14 mars 1984. La victoire revient au coureur irlandais Sean Kelly de l'équipe Skil-Reydel devant Stephen Roche (La Redoute) et Bernard Hinault (La Vie claire).

## Participants
Dans cette édition de Paris-Nice, 117 coureurs participent divisés en 13 équipes : Skil-Reydel, La Redoute, La Vie claire, Sporting Lisboa-Raposteria, Peugeot-Shell-Michelin, Panasonic, Safir-Van de Ven, Teka, Splendor-Mondial Moquette, Coop-Hoonved, Europ Decor-Boule d'Or, Système U et l'équipe nationale amateur des Pays-Bas. L'épreuve est terminée par 87 coureurs.

## Étapes
| Étapes                | Date    | Villes étapes                           | Km       | Vainqueur d'étape | Leader du classement général |
| --------------------- | ------- | --------------------------------------- | -------- | ----------------- | ---------------------------- |
| Prologue              | 7 mars  | Issy-les-Moulineaux (clm)               | 4,9 km   | Bert Oosterbosch  | Bert Oosterbosch             |
| 1re étape             | 8 mars  | Avallon - Chalon-sur-Saône              | 172 km   | Eddy Planckaert   | Jean-Luc Vandenbroucke       |
| 2e étape, 1er secteur | 9 mars  | Chalon-sur-Saône - Bourbon-Lancy        | 101 km   | Sean Kelly        | Jean-Luc Vandenbroucke       |
| 2e étape, 2e secteur  | 9 mars  | Moulins (clm)                           | 34 km    | Panasonic         | Jos Lammertink               |
| 3e étape              | 10 mars | Moulins - Saint-Étienne                 | 190 km   | Noël Dejonckheere | Jos Lammertink               |
| 4e étape, 1er secteur | 11 mars | Orange - Mont Ventoux                   | 64 km    | Éric Caritoux     | Robert Millar                |
| 4e étape, 2e secteur  | 11 mars | Sault - Miramas                         | 174,5 km | Francis Castaing  | Robert Millar                |
| 5e étape              | 12 mars | Miramas - La Seyne-sur-Mer              | 174,5 km | Eddy Planckaert   | Sean Kelly                   |
| 6e étape              | 13 mars | La Seyne-sur-Mer - Mandelieu-la-Napoule | 182 km   | Stephen Roche     | Sean Kelly                   |
| 7e étape, 1er secteur | 14 mars | Mandelieu-la-Napoule - Nice             | 94 km    | Bert Oosterbosch  | Sean Kelly                   |
| 7e étape, 2e secteur  | 14 mars | Nice - Col d'Èze (clm)                  | 11 km    | Sean Kelly        | Sean Kelly                   |

## Résultats des étapes

### Prologue
7-03-1984. Issy-les-Moulineaux, 4,9 km (clm).
|   | Cycliste               | Équipe     | Temps      |
| - | ---------------------- | ---------- | ---------- |
| 1 | Bert Oosterbosch       | Panasonic  | 5 min 53 s |
| 2 | Jean-Luc Vandenbroucke | La Redoute | + 4 s      |
| 3 | Alain Bondue           | La Redoute | + 6 s      |

### 1reétape
8-03-1984. Avallon-Chalon-sur-Saône, 172 km.
|   | Cycliste          | Équipe                 | Temps           |
| - | ----------------- | ---------------------- | --------------- |
| 1 | Eddy Planckaert   | Panasonic              | 4 h 37 min 38 s |
| 2 | Eric Vanderaerden | Panasonic              | m.t.            |
| 3 | Francis Castaing  | Peugeot-Shell-Michelin | m.t.            |

### 2eétape,1ersecteur
9-03-1984. Chalon-sur-Saône-Bourbon-Lancy 101 km.
|   | Cycliste         | Équipe                 | Temps           |
| - | ---------------- | ---------------------- | --------------- |
| 1 | Sean Kelly       | Skil-Reydel            | 2 h 41 min 03 s |
| 2 | Eddy Planckaert  | Panasonic              | m.t.            |
| 3 | Francis Castaing | Peugeot-Shell-Michelin | m.t.            |

### 2eétape,2esecteur
9-03-1984. Moulins 34 km. CRE
|   | Équipe                 | Temps        |
| - | ---------------------- | ------------ |
| 1 | Panasonic              | 41 min 49 s  |
| 2 | Peugeot-Shell-Michelin | + 37 s       |
| 3 | Safir-Van de Ven       | + 1 min 17 s |

### 3eétape
10-03-1984. Moulins-Saint-Étienne 190 km.
Es puja el Col de Charmes.
|   | Cycliste          | Équipe      | Temps           |
| - | ----------------- | ----------- | --------------- |
| 1 | Noël Dejonckheere | Teka        | 4 h 54 min 25 s |
| 2 | Sean Kelly        | Skil-Reydel | m.t.            |
| 3 | Dries Klein       | Pays-Bas    | m.t.            |

### 4eétape,1ersecteur
11-03-1984. Orange-Mont Ventoux, 64 km.
|   | Cycliste        | Équipe                 | Temps           |
| - | --------------- | ---------------------- | --------------- |
| 1 | Éric Caritoux   | Skil-Reydel            | 2 h 02 min 16 s |
| 2 | Robert Millar   | Peugeot-Shell-Michelin | + 21 s          |
| 3 | Reimund Dietzen | Teka                   | + 41 s          |

### 4eétape,2esecteur
11-03-1984. Saut-Miramas, 96 km.
|   | Cycliste         | Équipe                 | Temps           |
| - | ---------------- | ---------------------- | --------------- |
| 1 | Francis Castaing | Peugeot-Shell-Michelin | 2 h 17 min 01 s |
| 2 | Eddy Planckaert  | Panasonic              | m.t.            |
| 3 | Sean Kelly       | Skil-Reydel            | m.t.            |

### 5eétape
12-03-1984. Miramas-La Seyne-sur-Mer, 174,5 km.
L'étape passe par le Col de l'Espigoulier. À 40 km de l'arrivée, la course est bloquée par des manifestants bloquent la course. Lorsque le peloton se présente, un manifestant barre le passage de Hinault. Hinault tombe, se relève et frappe le fautif pour se faire justice. Le barrage est levé aussitôt.
|   | Cycliste        | Équipe        | Temps           |
| - | --------------- | ------------- | --------------- |
| 1 | Eddy Planckaert | Panasonic     | 5 h 01 min 57 s |
| 2 | Sean Kelly      | Skil-Reydel   | m.t.            |
| 3 | Bernard Hinault | La Vie claire | m.t.            |

### 6eétape
13-03-1984. La Seyne-sur-Mer-Mandelieu-la-Napoule, 182 km.
|   | Cycliste        | Équipe        | Temps           |
| - | --------------- | ------------- | --------------- |
| 1 | Stephen Roche   | La Redoute    | 5 h 06 min 49 s |
| 2 | Bernard Hinault | La Vie claire | + 23 s          |
| 3 | Sean Kelly      | Skil-Reydel   | m.t.            |

### 7eétape,1ersecteur
14-03-1984. Mandelieu-la-Napoule-Nice, 94 km.
|   | Cycliste               | Équipe                    | Temps           |
| - | ---------------------- | ------------------------- | --------------- |
| 1 | Bert Oosterbosch       | Panasonic                 | 2 h 33 min 31 s |
| 2 | Jean-Luc Vandenbroucke | La Redoute                | + 14 s          |
| 3 | Rudy Matthijs          | Splendor-Mondial Moquette | m.t.            |

### 7eétape,2esecteur
14-03-1984. Nice-Col d'Èze, 11 km (clm).
À mi-parcours, Kelly est devancé de 10 secondes par Roche. Il refait son retard dans la deuxième partie de l'ascension et l'emporte avec une seconde d’avance. Il remporte son troisième Paris-Nice consécutif.
|   | Cycliste      | Équipe      | Temps       |
| - | ------------- | ----------- | ----------- |
| 1 | Sean Kelly    | Skil-Reydel | 20 min 41 s |
| 2 | Stephen Roche | La Redoute  | + 1 s       |
| 3 | Éric Caritoux | Skil-Reydel | + 2 s       |

## Classements finals

### Classement général
|    | Cycliste          | Équipe                 | Temps            |
| -- | ----------------- | ---------------------- | ---------------- |
| 1  | Sean Kelly        | Skil-Reydel            | 29 h 41 min 50 s |
| 2  | Stephen Roche     | La Redoute             | + 12 s           |
| 3  | Bernard Hinault   | La Vie claire          | + 1 min 46 s     |
| 4  | Michel Laurent    | Coop-Hoonved           | + 2 min 35 s     |
| 5  | Phil Anderson     | Panasonic              | + 2 min 53 s     |
| 6  | Robert Millar     | Peugeot-Shell-Michelin | + 3 min 39 s     |
| 7  | Frédéric Vichot   | Skil-Reydel            | + 3 min 52 s     |
| 8  | Éric Caritoux     | Skil-Reydel            | + 4 min 01 s     |
| 9  | Steven Rooks      | Panasonic              | + 4 min 11 s     |
| 10 | Jean-Claude Bagot | Skil-Reydel            | + 4 min 33 s     |